# Semaeopus
Semaeopus is een geslacht van vlinders van de familie spanners (Geometridae), uit de onderfamilie Sterrhinae.

## Soorten
- S. alicia Schaus, 1901
- S. ambagifera Warren, 1897
- S. anomala Dognin, 1902
- S. argocosma Prout, 1936
- S. ascia Prout, 1918
- S. bimacula Warren, 1897
- S. bobaria Dognin, 1890
- S. boweri Sperry, 1940
- S. böttgeri Warren, 1904
- S. calavera Dognin, 1897
- S. callichroa Prout, 1938
- S. cantona Schaus, 1901
- S. caparonensis Prout, 1938
- S. castaria Guenée, 1858
- S. catamompha Prout, 1917
- S. cervina Warren, 1906
- S. ciliata Prout, 1918
- S. citrina Druce, 1892
- S. clotho Prout, 1938
- S. commaculata Warren, 1897
- S. concatenans Dyar, 1918
- S. concomitans Warren, 1906
- S. concomitata Prout, 1934
- S. curta Warren, 1906
- S. decalvaria Möschler, 1886
- S. decorata Dognin, 1909
- S. deflexa Warren, 1900
- S. dentilinea Warren, 1900
- S. didymitoca Prout, 1938
- S. discopunctaria Herrich-Schäffer, 1855
- S. discors Prout, 1918
- S. discosa Dyar, 1918
- S. distans Warren, 1904
- S. dorsiornata Prout, 1917
- S. dudisca Schaus, 1901
- S. duplicata Warren, 1905
- S. ella Hulst, 1896
- S. enodiflexa Prout, 1931
- S. ephippiata Dognin, 1914
- S. errabunda Dognin, 1900
- S. euthyoria Prout, 1917
- S. exquisitata Möschler, 1881
- S. exypna Prout, 1917
- S. fassli Prout, 1938
- S. fissaria Guenée, 1858
- S. florera Dognin, 1894
- S. fulvescens Warren, 1906
- S. fuscicosta Warren, 1900
- S. fuscidiscaria Warren, 1900
- S. fusilinea Dognin, 1909
- S. geminilinea Prout, 1917
- S. gracilata Grossbeck, 1912
- S. hepaticata Warren, 1905
- S. hoffmannsi Prout, 1918
- S. hypoderis Prout, 1917
- S. illimitata Warren, 1900
- S. incolorata Warren, 1904
- S. incurvaria Guenée, 1858
- S. indignaria Guenée, 1858
- S. inficeta Dognin, 1900
- S. justata Walker, 1861
- S. ladrilla Dognin, 1893
- S. lunifera Warren, 1897
- S. luridata Warren, 1907
- S. lutea Dognin, 1909
- S. maculimargo Dyar, 1916
- S. malefidaria Möschler, 1890
- S. maleformata Prout, 1932
- S. marginata Schaus, 1901
- S. masinissa Schaus, 1912
- S. mesoturbata Dyar, 1913
- S. micipsa Schaus, 1912
- S. micropis Hampson, 1904
- S. miniata Druce, 1899
- S. mira Prout, 1931
- S. mitranaria Walker, 1860
- S. mizteca Schaus, 1901
- S. munda Walker, 1867
- S. naltona Schaus, 1901

- S. neximargo Warren, 1901
- S. nisa Druce, 1892
- S. nossis Prout, 1918
- S. noverca Dognin, 1900
- S. oaxacana Schaus, 1901
- S. ochratipennis Warren, 1905
- S. oenopodiata Guenée, 1858
- S. offlexa Prout, 1918
- S. olivaceonotata Warren, 1897
- S. orbifera Prout, 1920
- S. orbona Schaus, 1912
- S. osteria Druce, 1899
- S. palliata Warren, 1908
- S. pallida Warren, 1895
- S. paulena Schaus, 1901
- S. peplumaria Schaus, 1912
- S. perfusaria Walker, 1861
- S. perletaria Möschler, 1890
- S. permanata Prout, 1936
- S. perpolitaria Möschler, 1881
- S. perspectaria Walker, 1861
- S. perstrigata Warren, 1907
- S. pertumna Schaus, 1901
- S. plerta Schaus, 1901
- S. plumbeostrota Prout, 1917
- S. potens Prout, 1938
- S. prasinotribes Prout, 1938
- S. preptocycla Prout, 1918
- S. punctigera Dognin, 1900
- S. purpurea Warren, 1906
- S. purpureoplaga Prout, 1917
- S. pustulata Warren, 1904
- S. redundata Prout, 1918
- S. rubellula Thierry-Mieg, 1892
- S. rubida Warren, 1897
- S. rubripuncta Dognin, 1902
- S. sabuloides Schaus, 1901
- S. scriptilinea Schaus, 1912
- S. scripturata Warren, 1906
- S. semibrunnea Warren, 1906
- S. semicaeca Prout, 1917
- S. serrilinearia Herrich-Schäffer, 1855
- S. sigillata Walker, 1862
- S. simplicilinea Prout, 1920
- S. smithi Prout, 1918
- S. sticticata Warren, 1897
- S. subrosea Dognin, 1900
- S. subrubra Kaye, 1901
- S. subtincta Warren, 1897
- S. syssema Prout, 1938
- S. tergilinea Prout, 1917
- S. tertullus Schaus, 1912
- S. testacea Dognin, 1913
- S. tetrasticta Prout, 1938
- S. todillaria Möschler, 1881
- S. tropaea Prout, 1938
- S. trophinus Schaus, 1912
- S. trygodata Warren, 1904
- S. varia Warren, 1895
- S. verbena Dognin, 1893
- S. vestita Prout, 1917
- S. vigoraria E.D. Jones, 1921
- S. vincentii Prout, 1938
- S. vinodiscata Dognin, 1913
- S. viridiplaga Walker, 1861
- S. viridipunctata Warren, 1900
- S. vizaria Schaus, 1901
- S. zova Schaus, 1901